# Meer van Miragoâne
Het Meer van Miragoâne (Frans: Étang de Miragoâne) is een zoetwatermeer in het zuiden van Haïti. Het is het op een na grootste natuurlijke meer in Haïti, en een van de grootste in het Caraïbisch gebied.

## Geologie
Het diepste sediment op de bodem stamt uit de precolumbiaanse tijd. Deze bevat veel organisch materiaal en relatief weinig carbonaten. In de sedimenten die gedeponeerd zijn na de komst van de Europeanen, is dit andersom. Wetenschappers leiden hieruit af dat er in die tijd in het gebied twee periodes van ontbossing zijn geweest.

## Visserij
In het meer wordt soms recreatief gevist door inwoners van de hoofdstad Port-au-Prince, maar het is niet gemakkelijk te bereiken. De weg naar Miragoâne is moeilijk begaanbaar. Om het eigenlijke meer te bereiken moet men in een kano de rietvelden oversteken.

## Natuur
In het meer komen wilde eenden en schildpadden voor. Een soort van de levendbarende tandkarpers is hier endemisch. Deze is genoemd naar het meer (Miragoane gambusia).